# 유니버설 디자인
유니버설 디자인(영어: universal design, 보편 설계, 보편적 설계)은 제품, 시설, 서비스 등을 이용하는 사람이 성별, 나이, 장애, 언어 등으로 인해 제약을 받지 않도록 설계하는 것이다.  흔히 '모든 사람을 위한 디자인', '범용디자인'이라고 한다. 최근에는 공공교통기관 등의 손잡이, 일회용품 등이나 서비스, 주택이나 도로의 설계 등 넓은 분야에서 쓰이는 개념이다.
주위에서 흔히 볼 수 있는 예로는 손아귀 힘이 약한 사람을 위해 과거의 원통형 문 손잡이를 레버식으로 바꾼 것이나, 휠체어를 탄 사람이 안전하게 이동할 수 있도록 횡단보도와 만나는 도로 경계석의 턱을 비스듬하게 낮춘 것 등이 있다.
영국의 셀윈 골드스미스에 의해 처음 개념이 정립되었으며 미국의 로널드 메이스에 의해 널리 알려지게 되었다. "모두를 위한 설계"(Design for All)라고도 한다. 배리어 프리의 초기 개념에서 출발하고, 접근성 운동의 연장선상에 있으며, 보조과학기술의 도움을 받고, 미학 요소를 추구한다.
특히 평균 수명이 높아지면서, 그리고 근대 의학의 발달로 심한 부상이나 질병이나 출생 결함에도 불구하고 살아남을 확률이 높아지면서, 유니버설 디자인에 대한 관심이 높아지고 있다. 이미 유니버설 디자인이 시장에 강력하게 침투한 산업도 많지만, 아직 그러하지 않은 산업도 많이 있다. 현재 유니버설 디자인은 기술, 교육, 서비스, 제품, 환경 등의 디자인이 적용되고 있다.

## 개념 정립
1963년 영국의 셀윈 골드스미스(Selwyn Goldsmith, 1932-2011)가 "장애인을 위한 디자인"(Designing for the Disabled)이라는 책을 저술하면서, 장애인의 자유로운 접근이라는 개념을 도입했다. 그는 도로 경계석이 횡단보도와 만나는 곳에서 턱을 비스듬하게 낮춘 모양(dropped curb)을 만들었는데, 그후 이 방식은 표준이 되었다.
미국의 건축가인 로널드 메이스(Ronald L. Mace, 1942-1998)는 자신의 철학인 "모든 나이와 능력을 위한 디자인"(design for all ages and abilities)을 나타내기 위해 유니버설 디자인이란 용어를 만들었다. 그 자신이 아홉살 때 척수성 소아마비에 걸렸고, 그때부터 이동하기 위해 휠체어를 이용했다. 그는 노스캐롤라이나 주립 대학교에 입학해서도, 대학 빌딩의 계단을 오르내리기 위해 다른 사람의 도움을 받아야만 했다. 1966년 디자인 학과를 졸업하고, 건축 설계를 시작한 그는 1973년 노스캐롤라이나 주에서 건물의 접근성 관련 법률의 초안을 만드는 데 관여했는데, 이 법률은 미국에서 최초였다. 그는 1988년 공정주택법 개정안(Fair Housing Amendments Act of 1988)과 1990년 장애인법(Americans with Disabilities Act of 1990)의 건축지침(Architectural Guidelines) 등을 제정하는 데 중요한 역할을 수행했다.
2012년에 미국 버팔로 대학교의 에드워드 스타인펠드(Edward Steinfeld)와 조다나 메이젤(Jordana L. Maisel) 등은 "유니버설 디자인은 인간의 활동과 보건, 건강, 사회 참여를 증진함으로써 다양한 부류의 사람들이 더 다양한 활동을 할 수 있게 하는 디자인 과정이다"라고 정의했다.

## 원칙
노스캐롤라이나 주립 대학교의 유니버설 디자인 센터는 미국 교육부의 국립장애재활연구소 후원을 받아 다음과 같은 유니버설 디자인의 7대 원칙을 마련했다. 이 원칙은 접근성 디자인이나 배리어 프리 디자인보다 더 폭넓다고 평가되고 있다.
원칙 1. 공평한 사용 (Equitable Use) - 다양한 능력의 사람들에게 유용하고 팔릴 수 있도록 디자인한다.
1. (최대한 동일하게) 모든 사용자가 같은 방법으로 사용할 수 있게 한다.
2. 어떤 사용자 집단을 다른 집단과 구분하거나, 낙인을 찍지 않는다.
3. 모든 사용자에게 프라이버시, 보안, 안전이 동등하게 제공되도록 한다.
4. 모든 사용자의 마음에 들도록 한다

원칙 2. 사용상 유연성 (Flexibility in Use) - 개인 선호나 장애, 능력과 관련하여 넓은 범위에 맞출 수 있도록 디자인한다.
1. 사용자가 여러 사용 방법들 중에서 선택할 수 있도록 한다.
2. 사용자가 왼손잡이든 오른손잡이든 접근해서 사용할 수 있도록 한다.
3. 사용자가 정확성과 정밀성을 향상시킬 수 있도록 돕는다.
4. 사용자의 보폭이나 속도에 맞출 수 있도록 한다.

원칙 3. 간단하고 직관적인 사용 (Simple and Intuitive Use) - 사용자의 경험이나 지식, 언어, 집중도와 무관하게 이해하기 쉽도록 디자인한다.
1. 필요 이상으로 복잡하지 않게 한다.
2. 사용자의 기대와 직관에 부합하게 한다.
3. 사용자의 읽기 능력이나 언어 종류와 관련하여 넓은 범위에 맞출 수 있게 한다.
4. 중요도에 따라 정보를 배열한다.
5. 과제를 완료하는 도중이나 이후에 효과적인 피드백을 제공하고 격려를 한다.

원칙 4. 알아챌 만큼 충분한 정보 (Perceptible Information) - 사용자의 감각 능력이나 환경 조건과 무관하게 사용자에게 충분한 정보를 효과적으로 전달할 수 있게 디자인한다.
1. 필수 정보를 충분히 나타낼 수 있도록 여러 방식을 사용한다. 예를 들어 그림으로 표시하고, 소리로 알려주고, 만져서 알 수 있게 하는 등.
2. 필수 정보와 부가 정보가 적절히 대비되도록 한다.
3. 필수 정보에 대해 판독 가능성을 극대화한다.
4. 묘사할 수 있는 다양한 방법으로 여러 요소들을 차별화한다. 즉 어떻게 하라고 하거나, 방향을 가리키는 것을 쉽게 한다.
5. 감각에 제약이 있는 사람들이 사용하는 다양한 장치나 도구에 상응하도록 한다.

원칙 5. 실수를 감안 (Tolerance for Error) - 사용자가 잘못 쓰거나 예상하지 못한 행동을 하더라도 위험이나 역효과가 최소가 되도록 디자인한다.
1. 위험과 실수가 최소가 되도록 요소를 배치한다.: 가장 많이 쓰는 요소는 가장 접근하기 쉽도록 하고, 위험한 요소는 제거하거나 고립시키거나 방어하는 방식으로.
2. 위험이나 실수에 관해 경고한다.
3. 실패하더라도 안전하게 한다.
4. 주의를 요구하는 일에서는 무의식적으로 행동하지 못하게 한다.

원칙 6. 적은 물리적 노력 (Low Physical Effort) - 사용하기 편하고 피로가 줄이도록 디자인한다.
1. 균형잡힌 자세로 사용할 수 있게 한다.
2. 적절히 조작할 수 있는 힘으로 사용할 수 있게 한다.
3. 반복하는 동작을 최소로 한다.
4. 자세를 유지하기 위해 드는 힘을 최소로 한다.

원칙 7. 접근하고 사용하기에 적절한 크기와 공간 (Size and Space for Approach and Use) - 사용자의 체구, 자세, 이동성과 무관하게 접근하고 사용하기 편하도록 크기와 공간을 디자인한다.
1. 사용자가 앉아 있든 서 있든 중요한 요소들이 잘 보이게 한다.
2. 사용자가 앉아 있든 서 있든 모든 구성 요소에 손이 닿도록 한다.
3. 다양한 손 크기에 맞춘다.
4. 보조 기기나 개인별 보조 장치를 사용할 수 있도록 적절한 공간을 제공한다.

## 목적
2012년 버팔로 대학교의 포괄 디자인과 환경 접근 센터는 사회 참여, 보건, 건강을 포함하여 위의 유니버설 디자인 원칙에 대한 정의를 확대했고, 증거 기반 디자인에 근거를 두고서 유니버설 디자인의 8대 목적을 개발했다.
1. 몸에 맞게 (Body Fit) - 사용자의 체구와 장애와 관련하여 넓은 범위에 맞춘다.
2. 편안하게 (Comfort) - 몸을 움직여 닿거나 잘 알아챌 수 있을 거라고 예상하는 한도 이내를 요구한다.
3. 알 수 있게 (Awareness) - 사용할 때 중요한 정보를 쉽게 알아챌 수 있겠다는 것이 확실하도록 한다.
4. 이해할 수 있게 (Understanding) - 작동방식이나 사용법을 직관적이고 명확하게 하고, 애매하지 않게 한다.
5. 건강에 도움되게 (Wellness) - 질병을 피하고, 위험으로부터 보호함으로써, 보건 증진에 기여하게 한다.
6. 사회 통합에 기여하게 (Social Integration) - 모든 집단에 대해 존엄성을 인정하고 존중하며 대우한다.
7. 각자에 맞게 (Personalization) - 선택 기회를 주고, 개인 선호를 표현할 수 있게 한다.
8. 문화에 맞게 (Cultural Appropriateness) - 문화적 가치와 사회적 환경적 맥락을 존중한다.

1번부터 4번까지는 사람의 활동에 초점을 둔 것이다. 1번은 인체측정학, 2번은 생물역학, 3번은 지각심리학, 4번은 인지심리학과 관련된다. 5번은 인간의 활동과 사회 참여를 연결한다. 6번부터 8번까지는 사회 참여의 결과를 보여준다.

## 사례
- 손아귀 힘이 약한 사람을 위해 과거의 원통형이었던 문 손잡이를 레버식으로 바꾼 것 (lever handles for doors)
- 휠체어를 탄 사람이 안전하게 이동할 수 있도록 횡단보도와 만나는 도로 경계석의 턱을 비스듬하게 낮춘 것 (curb cuts or sidewalk ramps)
- 버스 바닥이 낮고 출입구에 계단이 없어서 휠체어를 탄 사람이 타고 내릴 수 있게 한 저상버스 (low-floor buses)
- 휠체어를 대신해서 탈 수 있는 전동 쇼핑카트를 대여해 주는 것
- 시각장애인이 책을 눈으로 읽는 대신 귀로 들을 수 있게 하는 오디오북 (audiobook)
- 시각장애인이 안전하게 걸어갈 수 있도록 유도하는 길 바닥의 시각 장애인 유도 블록 (tactile paving, 점자 블록)
- 전동 칫솔 (electric toothbrush)
- 바퀴 달린 여행가방인 트롤리 케이스 (trolley case)
- 꺾인 빨대 (flexible drinking straw)

## 디자인 표준
장애인 인체공학에 대해 11년 넘게 연구한 결과물인 배리어 프리 디자인 설명서가 1960년 발간되었다. 이 내용은 1961년 미국 국가표준 협회가 ANSI A1171.1으로 지정되었다. 장애인이 사용하는 시설이나 프로그램을 디자인하는 기준을 제시한 최초의 표준이 바로 이것이다. 이 연구는 1949년 일리노이 대학교 어배너-섐페인에서 시작하여 오늘까지 이르고 있다. 연구책임자인 티모시 뉴전트 박사는 1949년에 미국 국립 휠체어 농구 협회(National Wheelchair Basketball Association)도 창립했고, 1950년대 후반과 1960년대에 전세계를 다니며 장애인이 독립적으로 참여할 수 있도록 프로그램이나 건축을 디자인해야 한다는 내용을 소개했다.
미국 연방 정부의 총무청(General Services Administration)은 이 ANSI A1171.1을 1984년에 연방 접근성 표준(Uniform Federal Accessibility Standards)으로 채택했고, 1990년에 미국 장애인법(Americans with Disabilities Act, ADA)에도 채택했다.
한편, 영국에서는 셀윈 골드스미스의 "장애인을 위한 디자인"이 영국 왕립 건축가 협회에 의해 1963년에 발간되었고, 그후 1967년, 1976년에 개정판이 나왔다. 1997년에 셀윈 골드스미스는 "장애인을 위한 디자인: 새로운 패러다임"을 발간했다. 이 책들에는 장애인에 대한 경험 연구와 데이터가 있다.
위의 두가지 표준 모두 디자이너와 건축가에게 매우 유용한 자료이다.

## 같이 보기
- 장애인 인권
- 통합 (장애인 인권)
- 도시 계획

## 링크
1. ↑  "Selwyn Goldsmith obituary", 가디언, 2011년 3월 31일 작성, 2018년 3월 19일 확인.
2. ↑  "Ronald L. Mace", 브리태니커 백과사전, 2018년 3월 19일 확인.
3. ↑  Edward Steinfeld, Jordana L. Maisel, Universal Design: Creating Inclusive Environments, Wiley, 2012.
4. ↑  "THE PRINCIPLES OF UNIVERSAL DESIGN 보관됨 2022-10-05 - 웨이백 머신", 노스캐롤라이나 주립 대학교 유니버설 디자인 센터, 1997년 4월 1일 작성, 2018년 3월 19일 확인.
5. ↑  이 내용을 더 상세하게 예로 든 것은 다음 자료에서 찾을 수 있다. Jack M. Winters, Molly Follette Story, Medical Instrumentation: Accessibility and Usability Considerations, CRC Press, 2006, 86-89쪽.
6. ↑  "Goals of Universal Design 보관됨 2018-03-25 - 웨이백 머신". Center for Inclusive Design and Environmental Access. 2012년 4월 10일 작성, 2018년 3월 20일 확인.